# Wilfried Koffi Hua
Wilfried Serge Koffi Hua (12 ottobre 1987) è un velocista ivoriano.

## Palmarès
| Anno | Manifestazione           | Sede           | Evento      | Risultato  | Prestazione | Note                                     |
| ---- | ------------------------ | -------------- | ----------- | ---------- | ----------- | ---------------------------------------- |
| 2010 | Africani                 | Nairobi        | 100 m piani | Batteria   | 10"60       |                                          |
| 2010 | Africani                 | Nairobi        | 200 m piani | Batteria   | 21"52       |                                          |
| 2010 | Africani                 | Nairobi        | 4×100 m     | 6º         | 40"77       |                                          |
| 2011 | Universiadi              | Shenzhen       | 100 m piani | Semifinale | 10"50       |                                          |
| 2011 | Universiadi              | Shenzhen       | 200 m piani | 7º         | 21"02       |                                          |
| 2011 | Giochi panafricani       | Maputo         | 100 m piani | Semifinale | 10"38       |                                          |
| 2011 | Giochi panafricani       | Maputo         | 200 m piani | Semifinale | 31"52       |                                          |
| 2012 | Africani                 | Porto-Novo     | 100 m piani | Bronzo     | 10"37       |                                          |
| 2012 | Africani                 | Porto-Novo     | 4×100 m     | 4º         | 40"10       |                                          |
| 2013 | Universiadi              | Kazan'         | 100 m piani | Bronzo     | 10"21       | Miglior prestazione personale            |
| 2013 | Universiadi              | Kazan'         | 200 m piani | 6º         | 20"73       |                                          |
| 2013 | Mondiali                 | Mosca          | 100 m piani | Batteria   | 10"40       |                                          |
| 2014 | Africani                 | Marrakech      | 100 m piani | Oro        | 10"05       | Record nazionale                         |
| 2014 | Africani                 | Marrakech      | 200 m piani | Oro        | 20"25       | Record nazionale                         |
| 2015 | Universiadi              | Gwangju        | 200 m piani | Oro        | 20"41       | Miglior prestazione personale stagionale |
| 2015 | Mondiali                 | Pechino        | 100 m piani | Batteria   | 10"29       |                                          |
| 2015 | Mondiali                 | Pechino        | 200 m piani | Batteria   | 20"39       | Miglior prestazione personale stagionale |
| 2015 | Giochi panafricani       | Brazzaville    | 100 m piani | Bronzo     | 10"23       |                                          |
| 2015 | Giochi panafricani       | Brazzaville    | 200 m piani | Oro        | 20"42       |                                          |
| 2015 | Giochi panafricani       | Brazzaville    | 4×100 m     | Oro        | 38"93       |                                          |
| 2016 | Mondiali indoor          | Portland       | 60 m piani  | Semifinale | 6"63        |                                          |
| 2016 | Africani                 | Durban         | 200 m piani | 6º         | 20"92       |                                          |
| 2016 | Africani                 | Durban         | 4×100 m     | Argento    | 38"98       |                                          |
| 2016 | Giochi olimpici          | Rio de Janeiro | 100 m piani | Batteria   | 10"37       |                                          |
| 2016 | Giochi olimpici          | Rio de Janeiro | 200 m piani | Batteria   | 20"48       | Miglior prestazione personale stagionale |
| 2017 | Giochi della Francofonia | Abidjan        | 200 m piani | Oro        | 20"73       |                                          |
| 2017 | Giochi della Francofonia | Abidjan        | 4×100 m     | Oro        | 39"39       |                                          |
| 2017 | Mondiali                 | Londra         | 200 m piani | Semifinale | 20"80       |                                          |
| 2018 | Africani                 | Asaba          | 4×100 m     | Bronzo     | 38"92       |                                          |